# Krylia Sovetov
Cet article concerne l'équipe russe de hockey sur glace. Pour l'équipe russe de football, voir Krylia Sovetov Samara.
Les Krylia Sovetov Moscou (en russe: Крылья Советов Москва) sont un club professionnel de hockey sur glace de Moscou en Russie. Il évolue dans la VHL. Krylia Sovetov signifie les ailes soviétiques en français.

## Historique
Le club a été fondé en 1947. Les Ailes soviètiques ont participé à 17 parties (une contre chaque franchise) de la Ligue internationale de hockey lors de la saison 1994-1995. L'équipe a remporté une seule partie contre les Roadrunners de Phoenix.

## Palmarès
- Championnat d'URSS
  - Vainqueur (2) : 1957, 1974
- Coupe d'URSS
  - Vainqueur (3) : 1951, 1974 et 1990
- Coupe d'Europe
  - Vainqueur (1) : 1974
- Coupe Ahearne
  - Vainqueur (2) : 1961, 1968
- Coupe Spengler
  - Vainqueur (1) : 1979